# Maria Josepha von Österreich (1751–1767)

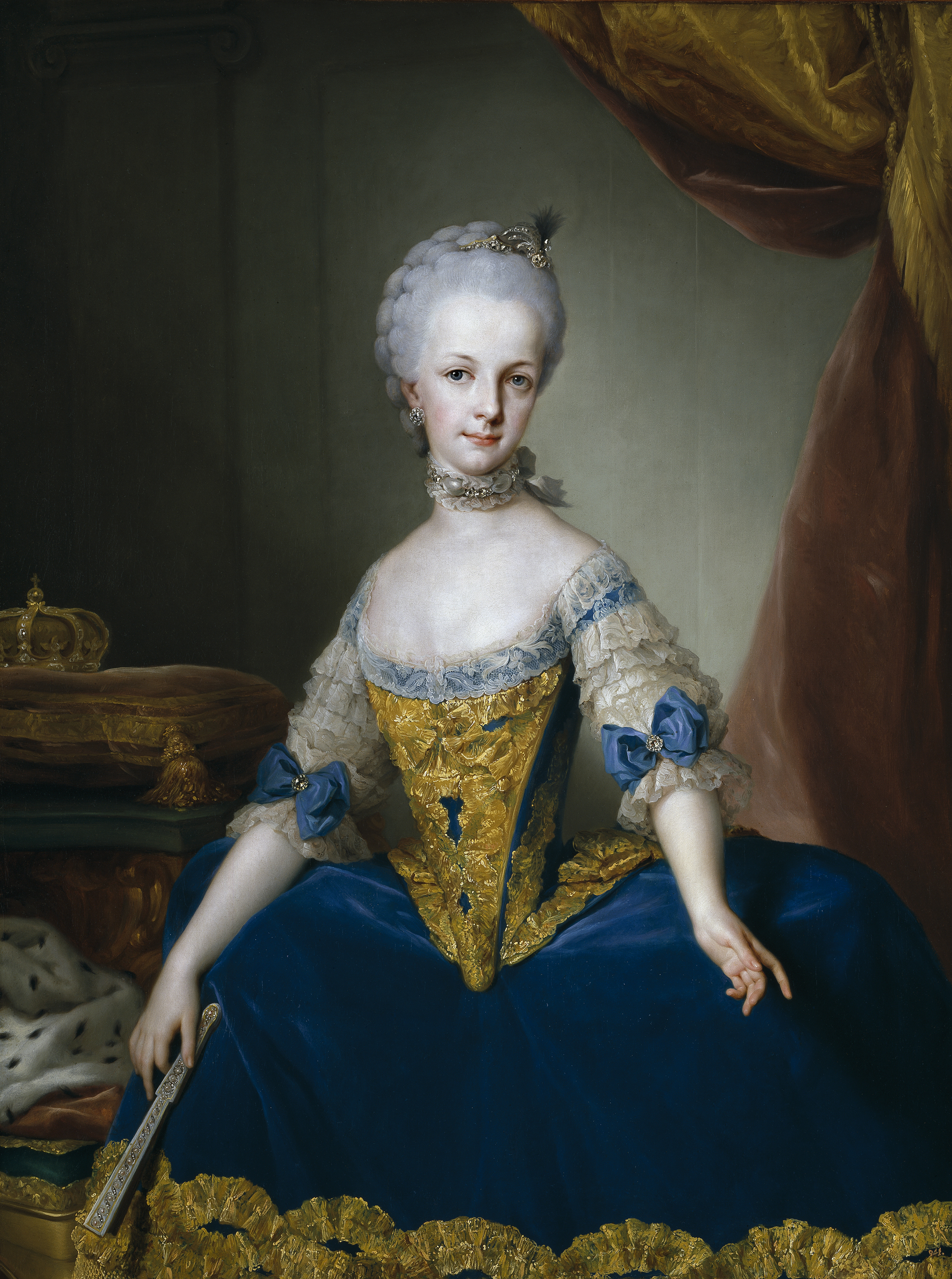
Maria Josepha von Österreich (1767) von Anton Raphael Mengs (1728–1779)

Erzherzogin Maria Josepha von Österreich (* 19. März 1751 in Wien; † 15. Oktober 1767 ebenda) war eine Prinzessin von Österreich, Ungarn, Böhmen und der Toskana.

## Leben

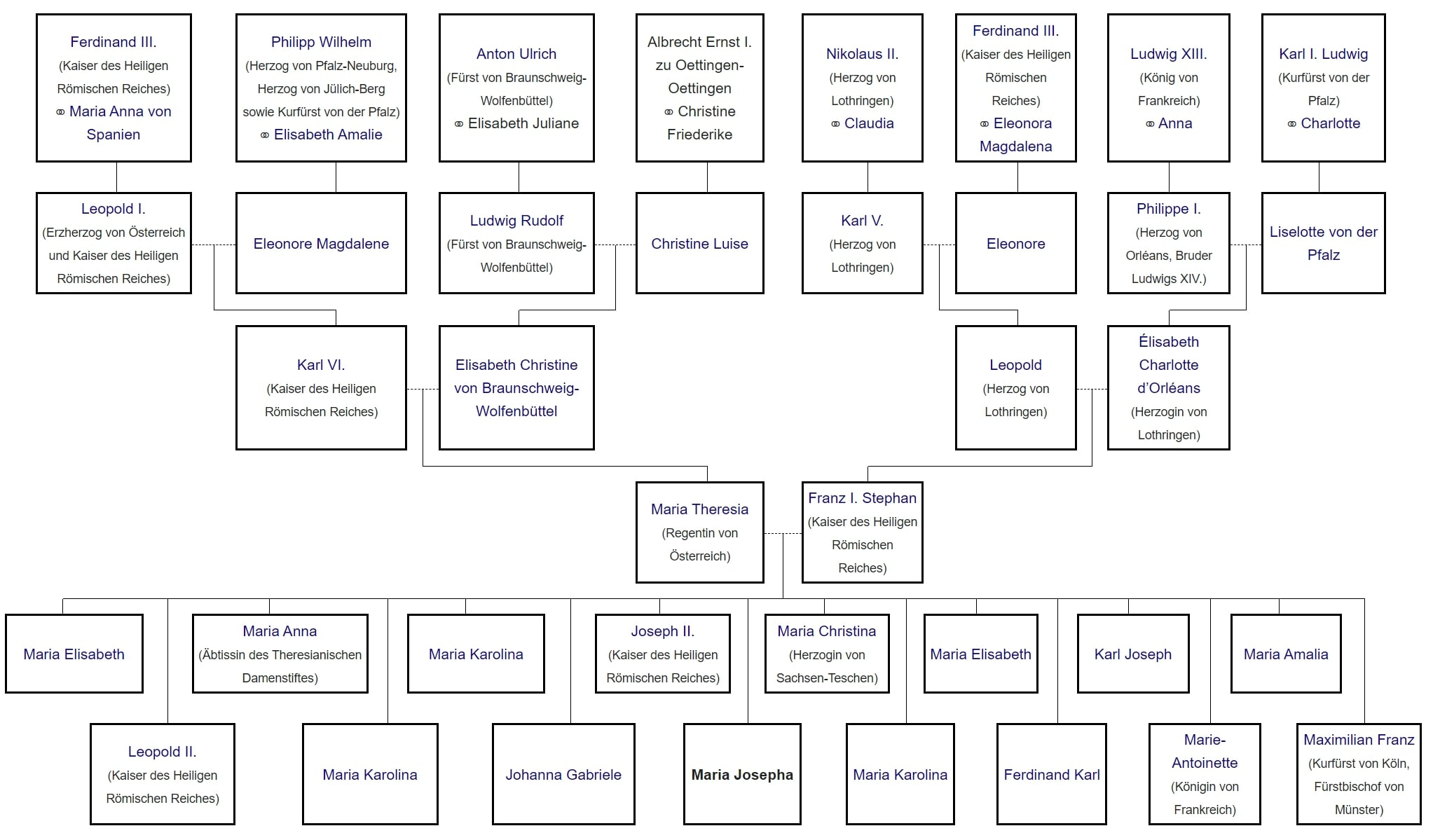
Stammbaum von Maria Josepha

Maria Josepha Gabriella Johanna Antonia Anna wurde als neunte Tochter von der Kaiserin Maria Theresia und des Kaisers Franz Stephan geboren. Da das zwölfte Kind Maria Theresias am 19. März 1751, dem Festtag des in Österreich sehr verehrten hl. Josef, geboren wurde, erhielt es den Namen Maria Josepha. Sie wurde zusammen mit ihrer älteren Schwester Johanna Gabriela erzogen, zu der sie ein inniges Verhältnis hatte. Beide Erzherzoginnen entwickelten sich zunächst gut, aber Johanna Gabriela starb am 23. Dezember 1762 an den Pocken. Maria Josepha weinte nächtelang um ihre Schwester. Wenige Jahre später starb Franz Stephan am 18. August 1765 in Innsbruck. Maria Josepha hielt sich zu diesem Zeitpunkt, zusammen mit ihren jüngeren Geschwistern, in Wien auf.

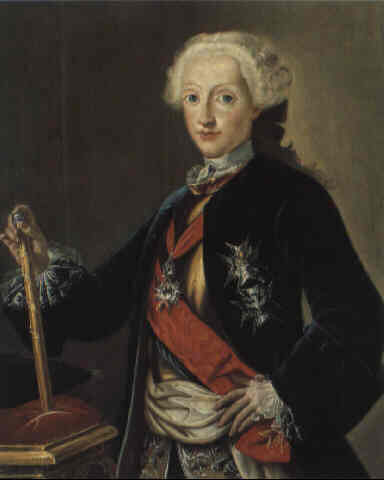
Ferdinand von Neapel und Sizilien

Nach dem Tod von Isabella von Bourbon-Parma war die Prinzessin eine der wichtigsten weiblichen Personen am Hof nach ihrer Mutter, Nichte und Maria Amalia.
Maria Josepha galt als „natürlich hübsch“ und hatte ein „gewisse Frische“.
Als die Erzherzogin zwölf Jahre alt war, suchte ihre Mutter den spanischen Infanten Ferdinand I. für sie als Bräutigam aus. Er war 15 Jahre alt, galt als wenig gebildet, rüpelhaft und rücksichtslos. Seine Interessen waren vor allem das weibliche Geschlecht sowie die Jagd und verschiedene andere Vergnügungen. Maria Theresia schrieb über diese politische Verbindung: „Ich betrachte die arme Josepha als ein Opfer der Politik. Wenn sie übrigens nur ihre Pflichten gegen Gott und ihren Gatten erfüllt und für ihr Seelenheil sorgt, dann würde ich zufrieden sein, selbst wenn sie unglücklich wäre.“
Ihre Tante Anna Charlotte von Lothringen sorgte für die Aussteuer. Anfang Oktober 1767 erhielt Maria Josepha ein mit Diamanten geschmücktes Porträt ihres Verlobten. Doch sie wollte ihn nicht heiraten. Selbst die Aussicht, später Königin von Neapel-Sizilien zu werden, konnte ihre trübe Stimmung nicht aufheitern. Für den 15. Oktober war die Trauung durch Stellvertreter in der Wiener Augustinerkirche vorgesehen. Vor der Hochzeit reiste die Braut nach Mariazell, um dort vor der Gnadenmadonna um Kindersegen zu beten. Mariazell war der offizielle Wallfahrtsort der Habsburger.
Maria Josepha erkrankte am 4. Oktober nach einem Besuch in der Kapuzinergruft an den Pocken und starb am 15. Oktober. Noch auf dem Sterbebett tröstete sie ihre Mutter, dass sie sie ohnehin hätte verlassen müssen und so nun in den Himmel käme, wo sie viel besser aufgehoben sein würde. Maria Josepha liegt wie ihre Schwester Johanna Gabriela und 10 weitere Geschwister in der Kapuzinergruft in Wien begraben. Nur eine Woche nach ihrem Tod entschied Maria Theresia, dass ihre nächstjüngere Schwester Maria Karolina Ferdinand I. von Neapel im April 1768 heiraten sollte.

## Vorfahren
| Ahnentafel Maria Josepha von Österreich | Ahnentafel Maria Josepha von Österreich                                                                    | Ahnentafel Maria Josepha von Österreich                                                                    | Ahnentafel Maria Josepha von Österreich                                                                    | Ahnentafel Maria Josepha von Österreich                                                                    | Ahnentafel Maria Josepha von Österreich                                                          | Ahnentafel Maria Josepha von Österreich                                                          | Ahnentafel Maria Josepha von Österreich                                                                                | Ahnentafel Maria Josepha von Österreich                                                                         |
| --------------------------------------- | --- | --- | --- | --- | ------------------------------------------------------------------------------------------------ | ------------------------------------------------------------------------------------------------ | --- | --- |
| Ururgroßeltern                          | Nikolaus Franz von Vaudémont (1609–1670) ⚭ 1634 Claudia von Lothringen (1612–1648)                         | Kaiser Ferdinand III. (1608–1657) ⚭ 1651 Eleonora von Mantua (1630–1686)                                   | König Ludwig XIII. (1601–1643) ⚭ 1615 Anna von Österreich (1601–1666)                                      | Kurfürst Karl I. Ludwig (1617–1680) ⚭ 1650 Charlotte von Hessen-Kassel (1627–1686)                         | Kaiser Ferdinand III. (1608–1657) ⚭ 1631 Maria Anna von Spanien (1606–1646)                      | Kurfürst Philipp Wilhelm (1615–1690) ⚭ 1653 Elisabeth Amalia von Hessen-Darmstadt (1635–1709)    | Fürst Anton Ulrich von Braunschweig-Wolfenbüttel (1633–1714) ⚭ 1656 Elisabeth Juliane von Holstein-Norburg (1634–1704) | Albrecht Ernst I. zu Oettingen (1642–1683) ⚭ 1665 Christine Friederike von Württemberg (1644–1674)              |
| Urgroßeltern                            | Herzog Karl V. Leopold (1643–1690) ⚭ 1678 Eleonore von Österreich (1653–1697)                              | Herzog Karl V. Leopold (1643–1690) ⚭ 1678 Eleonore von Österreich (1653–1697)                              | Philipp I. von Bourbon (1640–1701) ⚭ 1671 Elisabeth von der Pfalz (1652–1722)                              | Philipp I. von Bourbon (1640–1701) ⚭ 1671 Elisabeth von der Pfalz (1652–1722)                              | Kaiser Leopold I. (1640–1705) ⚭ 1676 Eleonore Magdalene von der Pfalz (1655–1720)                | Kaiser Leopold I. (1640–1705) ⚭ 1676 Eleonore Magdalene von der Pfalz (1655–1720)                | Herzog Ludwig Rudolf von Braunschweig-Wolfenbüttel (1671–1735) ⚭ 1690 Christine Luise von Oettingen (1671–1747)        | Herzog Ludwig Rudolf von Braunschweig-Wolfenbüttel (1671–1735) ⚭ 1690 Christine Luise von Oettingen (1671–1747) |
| Großeltern                              | Herzog Leopold Joseph von Lothringen (1679–1729) ⚭ 1698 Élisabeth Charlotte de Bourbon-Orléans (1676–1744) | Herzog Leopold Joseph von Lothringen (1679–1729) ⚭ 1698 Élisabeth Charlotte de Bourbon-Orléans (1676–1744) | Herzog Leopold Joseph von Lothringen (1679–1729) ⚭ 1698 Élisabeth Charlotte de Bourbon-Orléans (1676–1744) | Herzog Leopold Joseph von Lothringen (1679–1729) ⚭ 1698 Élisabeth Charlotte de Bourbon-Orléans (1676–1744) | Kaiser Karl VI. (1685–1740) ⚭ 1708 Elisabeth Christine von Braunschweig-Wolfenbüttel (1691–1750) | Kaiser Karl VI. (1685–1740) ⚭ 1708 Elisabeth Christine von Braunschweig-Wolfenbüttel (1691–1750) | Kaiser Karl VI. (1685–1740) ⚭ 1708 Elisabeth Christine von Braunschweig-Wolfenbüttel (1691–1750)                       | Kaiser Karl VI. (1685–1740) ⚭ 1708 Elisabeth Christine von Braunschweig-Wolfenbüttel (1691–1750)                |
| Eltern                                  | Kaiser Franz I. Stephan (1708–1765) ⚭ 1736 Maria Theresia (1717–1780)                                      | Kaiser Franz I. Stephan (1708–1765) ⚭ 1736 Maria Theresia (1717–1780)                                      | Kaiser Franz I. Stephan (1708–1765) ⚭ 1736 Maria Theresia (1717–1780)                                      | Kaiser Franz I. Stephan (1708–1765) ⚭ 1736 Maria Theresia (1717–1780)                                      | Kaiser Franz I. Stephan (1708–1765) ⚭ 1736 Maria Theresia (1717–1780)                            | Kaiser Franz I. Stephan (1708–1765) ⚭ 1736 Maria Theresia (1717–1780)                            | Kaiser Franz I. Stephan (1708–1765) ⚭ 1736 Maria Theresia (1717–1780)                                                  | Kaiser Franz I. Stephan (1708–1765) ⚭ 1736 Maria Theresia (1717–1780)                                           |
| Maria Josepha von Österreich            | | | | |                                                                                                  |                                                                                                  | | |